# ميتلاند
ميتلاند (بالإنجليزية: Maitland)‏ هي مدينة أمريكية تقع في ولاية فلوريدا. تبلغ مساحة هذه المدينة 14.7 (كم²)،ويبلغ عدد سكانها 12019 نسمة حسب إحصاء سنة 2010 م 12019.تشير إحصاءات سنة 2000م بأن الكثافة السكانية في هذه المدينة تقدر بـ(817.6) نسمة/كم2 